# قوام‌آباد (خرامه)
الگو:جعبه اطلاعات شهری ایران
قوام‌آباد شهری در استان فارس

## جمعیت
این روستا در دهستان سفلی قرار دارد و براساس سرشماری مرکز آمار ایران در سال ۱۳۸۵، جمعیت آن ۸۷۸ نفر (۲۱۷خانوار) بوده‌است.